# Остафій Дашкевич (картина Яна Матейка)
Остафій Дашкевич — картина польського художника Яна Матейка 1874 року, виконана олією на картоні, зберігається знаходиться в Галереї польського мистецтва 1800—1945 Сілезького музею в Катовіце.
Портрет руського боярина, одного з перших козацьких ватажків Євстахія Дашкевича створено у 1874 році. Сілезький музей у 1927 році придбав твір у краківському антикварному магазині «Tradycja», власником якого був Францішек Студзінський. Також відомо, що у 1883 році портрет продавався в художньому салоні Олександра Кривульта у Варшаві. Робота розміром 72,5 × 57,5 см має підпис у верхньому лівому куті: J Matejko | rp 1874. Інвентарний номер музею: MŚK/SzM/425.
У 1972 році Польська Пошта випустила марку номіналом 0,40 злотих з репродукцією Matejkowy Ostafi Daszkiewicz із серії «Польський живопис — День марки 1972». Тираж склав 8 029 035 штук. Автором дизайну марки став Тадеуш Міхалюк. Марка вийшла з обігу в 1994 році.

## Виноски
1. ↑  Ostafi Daszkiewicz. muzeumslaskie.pl (пол.).
2. ↑  1972.09.28. Malarstwo polskie - Dzień Znaczka 1972. kzp.pl (пол.).